# John French (katona)

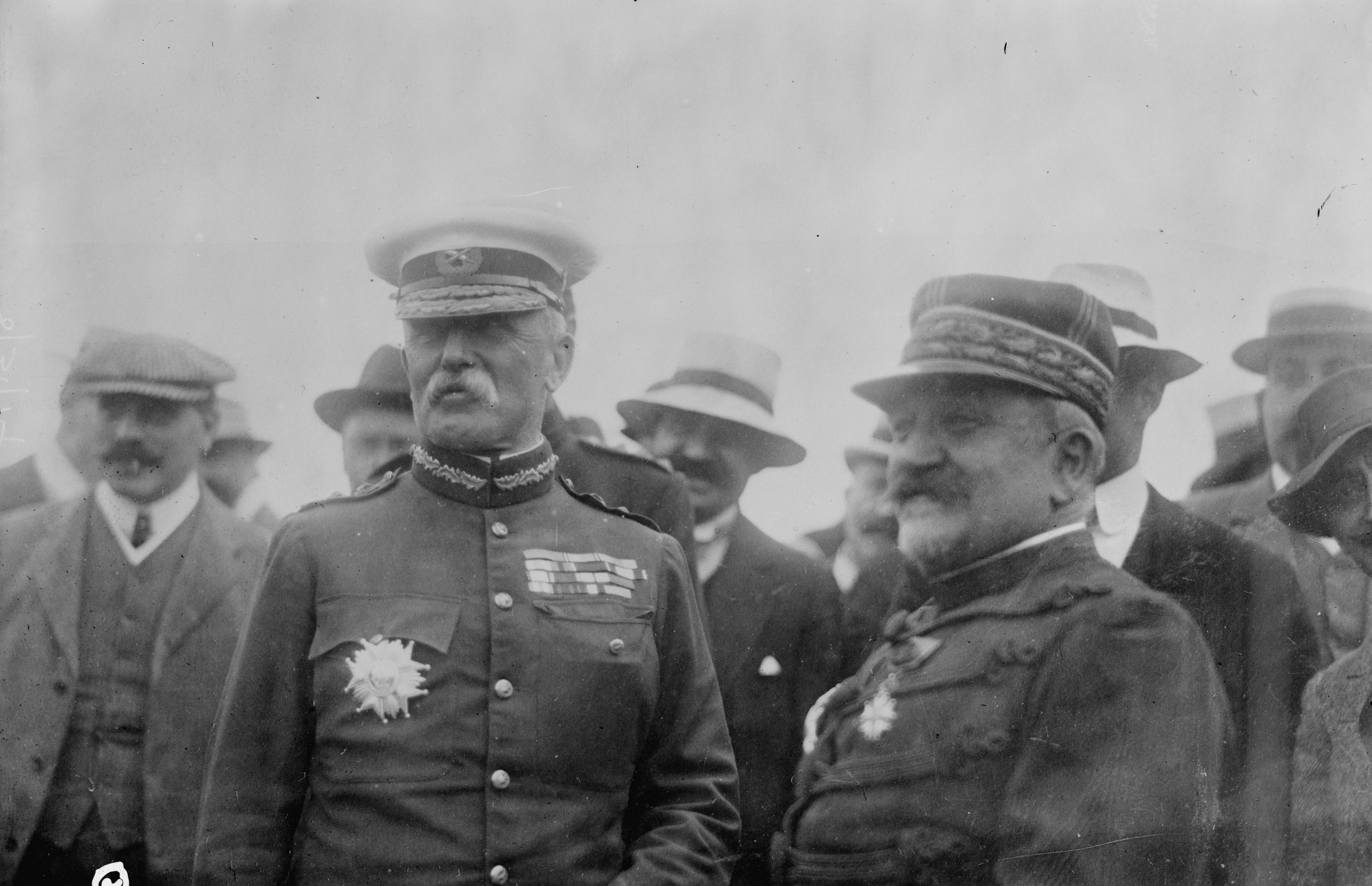
John French brit tábornagy (középen) Párizsban.

Sir John Denton Pinkstone French (ejtsd: [Frencs]) (Ripple, 1852. szeptember 28. – Dean vára, 1925. május 25.) brit katona, tábornagy, az első világháborúban a franciák megsegítésére küldött Brit Expedíciós Haderő parancsnoka 1915-ig. Ypres grófja.

## Élete
1852. szeptember 28-án született Ripple-ben, Kentben. 1866-ban csatlakozott a Brit Királyi Haditengerészethez, majd később a Brit Hadsereghez. Részt vett a Szudánban élő muszlimok által kirobbantott Mahdi-felkelés leverésében. Tehetséges lovassági tisztnek bizonyult, több lovassági szabályzatot is átírt és rátermettségét a Második búr háborúban bizonyította.

### A búr háború
Miután a búrok nem fogadták el az angolok által kiírt ultimátumot és azok se a búrokét, 1899-ben kitört a Második búr háború. Több nagy csatában is részt vett. Ekkor lett híres, és fokozatosan lépett a ranglétrán felfelé. Részt vett Kimberley ostromában, ahol az ekkor vezérőrnagy French-nek hála, lovasságával feloldotta a patthelyzetet, és sikeres támadást vezetett a búrok ellen. Később a menekülő búrokat a Paardebergi csata idején legyőzték, amiben szintén jelentős szerepe volt. A csatában a búr Piet Cronjé tábornok is megadásra kényszerült.

### Az első világháború
Miután kitört az első világháború, kinevezték a Brit Expedíciós Haderő főparancsnokává. Ebben a minőségében sok támadásnak volt kitéve, az is igaz, hogy ezeknek csak egy része volt jogtalan. Főparancsnoknak már nem volt igazán tehetséges. Monsnál került sor az első nagyobb ütközetre az angolok és a németek között, miután augusztus 14-én partra szállt az Brit Expedíciós Haderő. A Charleroi-i csatában Alexander von Kluck német tábornok szétverte a francia 5. hadsereget, viszont az angol csapatok hirtelen megjelenése megakadályozta a menekülők üldözését. Ez után a németek frontális támadást indítottak az angolok ellen, akik nagy vérveszteségekkel megállították a németeket, akik azt hitték, hogy jelentős számú hadosztállyal van dolguk. Ekkor egy kis szünet következett: amikor French értesült a francia 5. hadsereg pusztulásáról, erőit visszavonta a második védelmi vonalba. Ez után a németek újból támadást indítottak, és a felmért német hadak nagysága miatt a tábornagy a Marne folyóig vonult vissza.

#### Az első marnei csata

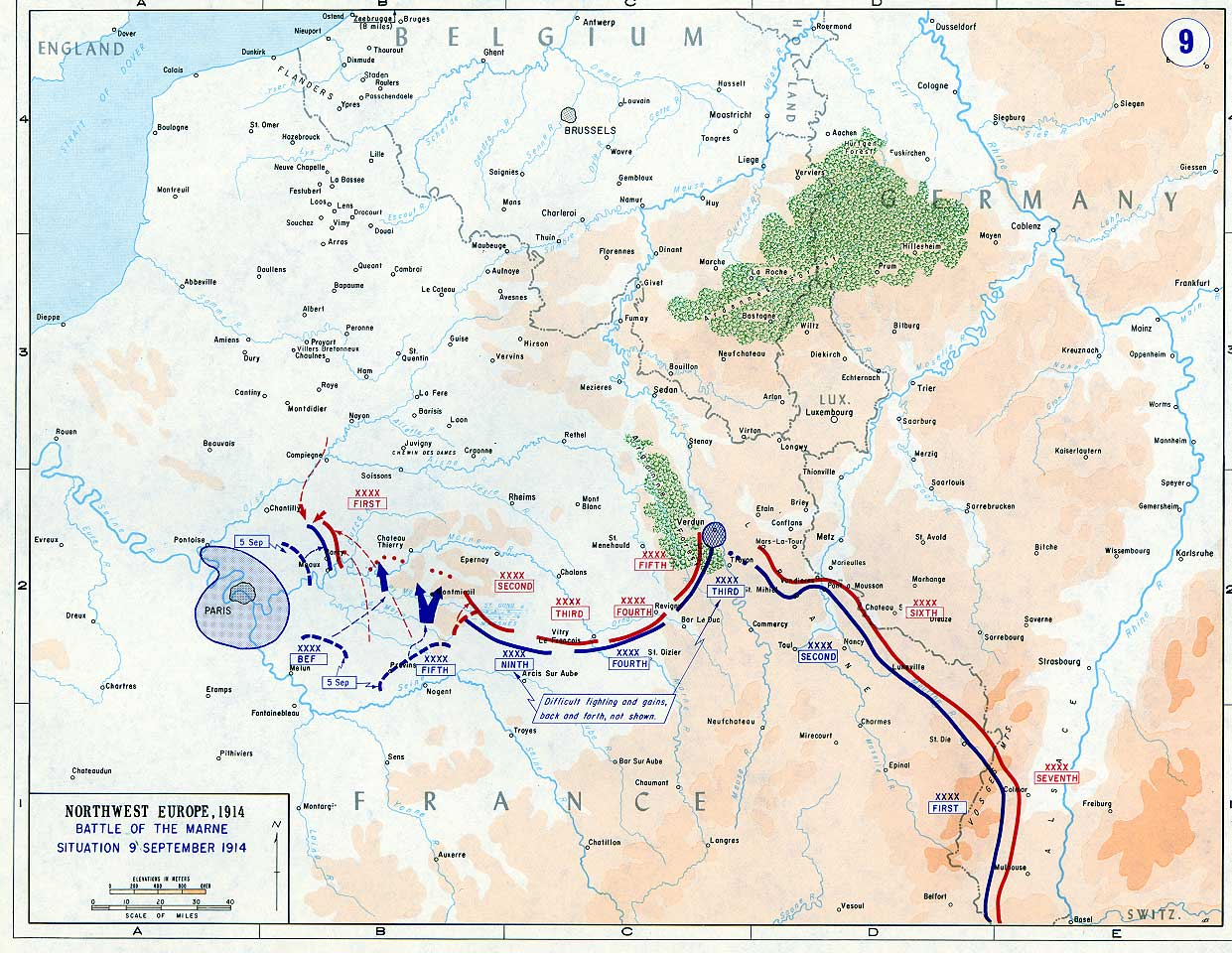
A marne-i csata hadrendje.

A brit és a francia hadak folyamatosan hátráltak. Az a veszély fenyegette már az antant erőket, hogy a németek akár Párizst is elfoglalhatják, ezért a francia kormány elhagyta a várost. De a német hadsereg akkori főparancsnoka Helmuth von Moltke taktikát változtatott, ahelyett, hogy a főváros ellen vonult volna, bekerítette a főleg francia katonákból álló védősereget. Moltke elgondolása szerint ugyanis a német csapatoknak tovább kellett üldözniük a franciákat és a briteket dél felé, a fővárost csak ezután foglalta el volna. Azonban a németek nem számítottak a párizsi lakosokból és az Elzászból kivont friss csapatokból összeállított francia 6. hadsereg hirtelen megjelenésére a németek jobbszárnyán. A kimerült, utánpótlás hiányban küszködő német csapatok nagyszabású francia ellentámadással néztek szembe. Nagy harcok árán, de a francia-angol csapatoknak sikerült visszavonulásra kényszerítenie a német hadsereget egészen a Marne folyóig. Ez után nem sokkal, a szeptember 13-án vívott Első aisne-i csata nem hozott döntést a két fél között.

#### Az első ypres-i csata

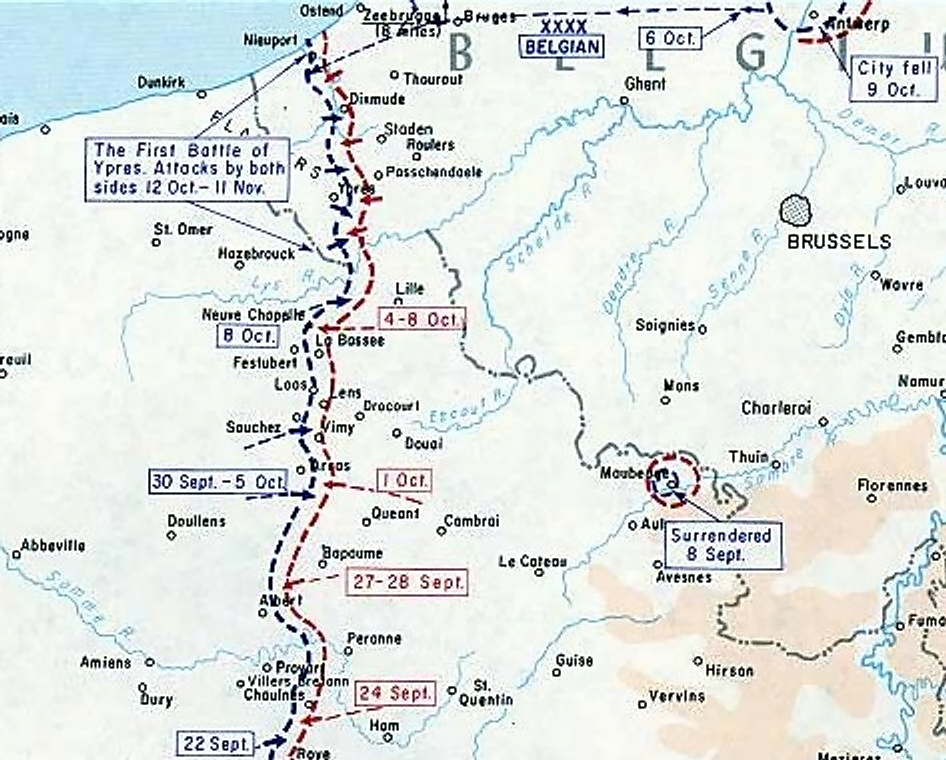
Az ypres-i csata idején végrehajtott hadmozdulatok.

1914 októberében lezajlott az ún. versenyfutás a tengerhez, ami taktikai német győzelemmel, de stratégiai antant győzelemmel zárult. A németek nem tudták elérni fő céljukat, hogy a La Manche-csatorna Angliához közelfekvő részét birtokba vegyék. Az antantcsapatok megelőzték ugyan a Csatorna partjainak német kézre kerülését, de csapataik a két hónapig tartó folyamatos visszavonulás, harc és átcsoportosítások következtében teljesen kimerültek és összezavarodtak. Nem volt megfelelő az utánpótlás sem, így a katonáknak muszáj volt a környező parasztok házait kifosztaniuk. Október 12-én a 4. és a 6. német hadsereg frontális támadást indított a francia-angol erők ellen. A németek a csata idején minden tekintetben előnyben voltak, viszonyt ennek dacára sem tudtak áttörést elérni. A csatában a legtöbb emberveszteségük a belgáknak volt, akik hadseregük 35%-át vesztették el. 

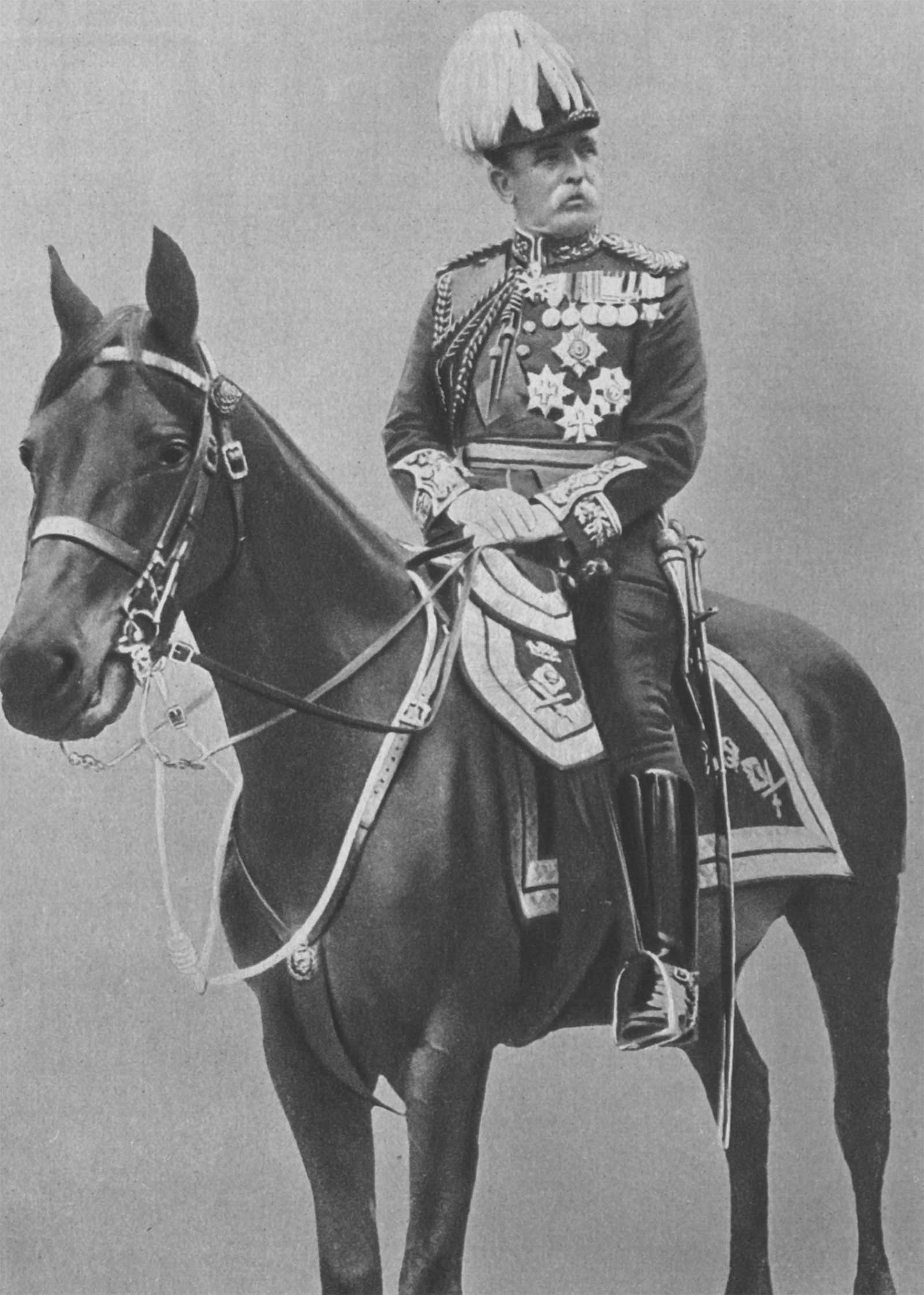
Sir John French brit altábornagy, a Brit expedíciós erők parancsnoka.

 A szövetségesek segítségére érkezett több jelentős francia egység is, ezért a nagy véráldozat árán sem sikerült a németeknek az első támadás, és ez után le is állították azt. Az angol és francia erők 1914 októberében ellentámadást hajtottak végre, a már feltöltött és megerősített angol-francia hadakkal. A támadással elérték, hogy a németek felhagyjanak a Belgium elleni hadműveletekkel, és hogy átcsoportosítsák erőiket. A németek számára is jöttek friss, főleg kiképzetlen egyetemistákból álló osztagok, akik nagy nehézségek árán vissza tudták verni az antant támadást. A második német támadásra október 28-án került sor, ez úttal sikeresen áttörték a belga arcvonalat, és azok elárasztották a környező területeket. Október 31-én a német lovasság felmorzsolta és visszavonulásra kényszerítette a brit lovasságot a Messines-gerinc közelében. A német Erich von Falkenhayn tábornok csapatai szétverték a Douglas Haig tábornok vezette első hadtestet. A további támadások nem jártak már akkora sikerrel. Lassan a harctér is elcsendesült, bár kisebb ütközetekre a területen még sor került.

#### A háború további szakasza
Ez után a Nyugati-fronton még több nagyobb csatára került sor, de egyik sem hozott nagyobb eredményt. A tábornagyra viszont panaszok tömkelege zúdult. Ezek főleg egyik alárendeltjétől, Douglas Haig-tól érkeztek, akinek nyomására végül 1915 decemberében leváltották; Haig került a helyére, aki a háború végéig betöltötte ezt a posztot.

### Élete további szakasza
Miután haza tért Angliába, Írországba helyezték, és ott nagy része volt a Húsvéti felkelés leverésében. 1916-ban Ypres grófja lett. 1918-ban, mikor újabb felkelés tört ki Írországban, kinevezték az Írországi brit erők főparancsnokává. Ekkor az IRA merényletet tervezett ellene, ami nem sikerült, a támadók nagy része életét vesztette. 1921 áprilisában elhagyta a hadsereg kötelékét, és 1925. május 25-én halt meg Dean várában.

## Képgaléria

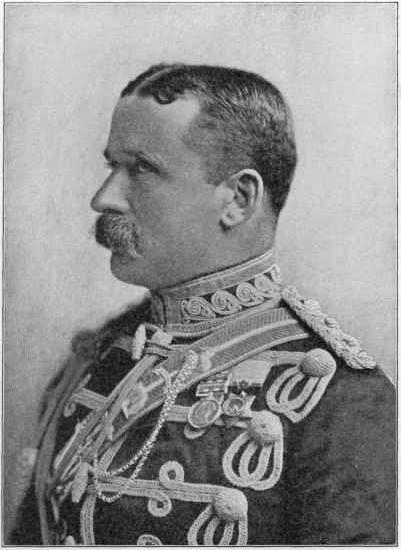
John French Kimberley ostroma idején.
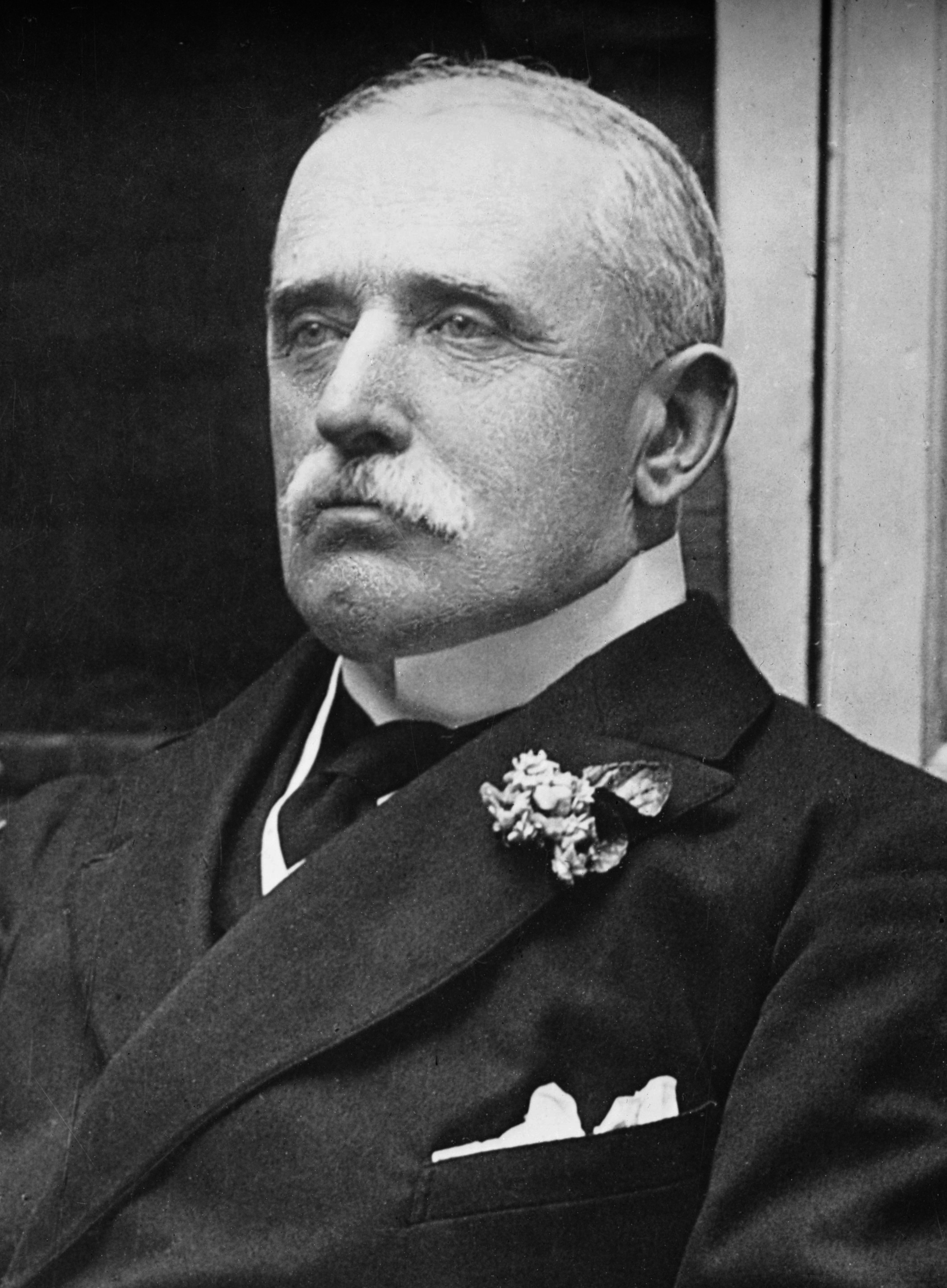
Sir John French
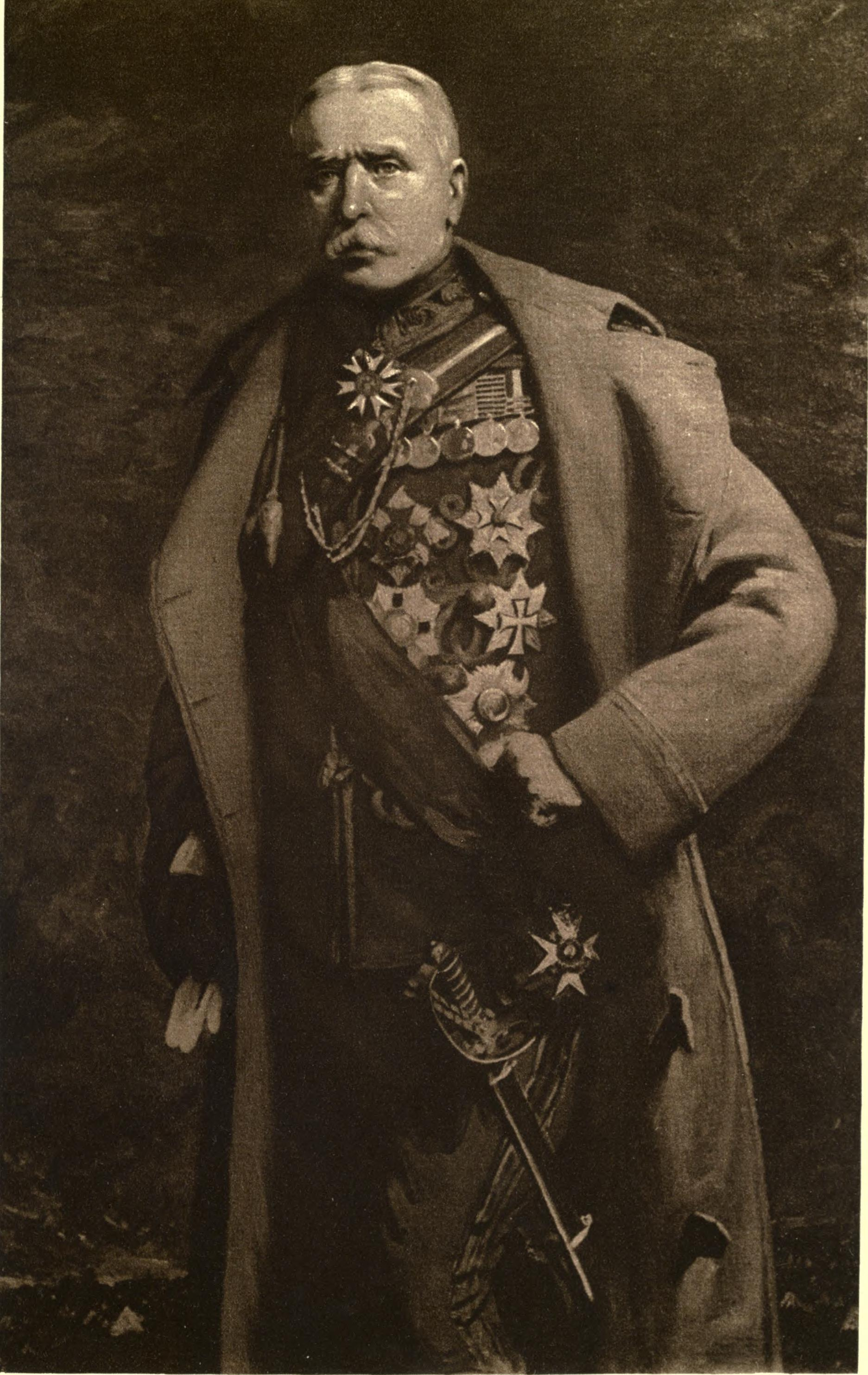
John French tábornagy
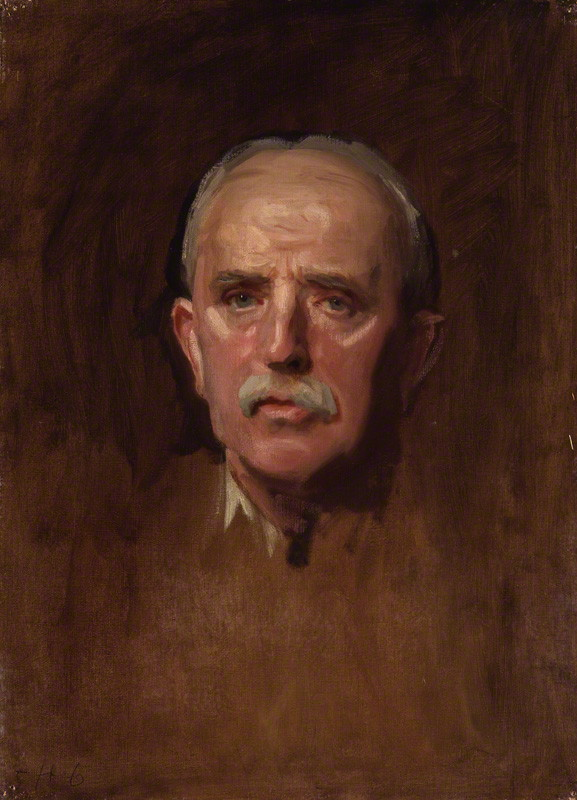
Sir John French, Ypres grófja. John Singer Sargent festménye.